# Ligue 1 2010/2011
Ligue 1 2009/10 probíhala od 7. srpna 2010 do 29. května 2011. Zúčastnilo se jí 20 týmů a francouzský titul získalo mužstvo Lille OSC.

## Konečná tabulka
| Poř. | Tým                    | Z  | V  | R  | P  | VG | OG | B  |
| ---- | ---------------------- | -- | -- | -- | -- | -- | -- | -- |
| 1.   | Lille OSC              | 38 | 21 | 13 | 4  | 68 | 36 | 76 |
| 2.   | Olympique Marseille    | 38 | 18 | 14 | 6  | 62 | 39 | 68 |
| 3.   | Olympique Lyonnais     | 38 | 17 | 13 | 8  | 61 | 40 | 64 |
| 4.   | Paris Saint-Germain    | 38 | 15 | 15 | 8  | 56 | 41 | 60 |
| 5.   | FC Sochaux-Montbéliard | 38 | 17 | 7  | 14 | 60 | 43 | 58 |
| 6.   | Stade Rennais          | 38 | 15 | 11 | 12 | 38 | 35 | 56 |
| 7.   | Girondins Bordeaux     | 38 | 12 | 15 | 11 | 43 | 42 | 51 |
| 8.   | Toulouse FC            | 38 | 14 | 8  | 16 | 38 | 36 | 50 |
| 9.   | AJ Auxerre             | 38 | 10 | 19 | 9  | 45 | 41 | 49 |
| 10.  | AS Saint-Étienne       | 38 | 12 | 13 | 13 | 46 | 47 | 49 |
| 11.  | FC Lorient             | 38 | 12 | 13 | 13 | 46 | 48 | 49 |
| 12.  | Valenciennes FC        | 38 | 10 | 18 | 10 | 45 | 41 | 48 |
| 13.  | AS Nancy-Lorraine      | 38 | 13 | 9  | 16 | 43 | 48 | 48 |
| 14.  | Montpellier HSC        | 38 | 12 | 11 | 15 | 36 | 36 | 47 |
| 15.  | SM Caen                | 38 | 11 | 13 | 14 | 46 | 51 | 46 |
| 16.  | Stade Brestois         | 38 | 11 | 13 | 14 | 36 | 43 | 46 |
| 17.  | OGC Nice               | 38 | 11 | 13 | 14 | 33 | 48 | 46 |
| 18.  | AS Monaco FC           | 38 | 9  | 17 | 12 | 36 | 40 | 44 |
| 19.  | RC Lens                | 38 | 7  | 14 | 17 | 35 | 58 | 35 |
| 20.  | AC Arles-Avignon       | 38 | 3  | 11 | 24 | 21 | 70 | 20 |

Poznámky:
- Z = Odehrané zápasy; V = Vítězství; R = Remízy; P = Prohry; VG = Vstřelené góly; OG = Obdržené góly; B = Body

|  | Liga mistrů 2011/12                      |
|  | Liga mistrů 2011/12 – 4. předkolo        |
|  | Evropská liga UEFA 2011/12 – 4. předkolo |
|  | Evropská liga UEFA 2011/12 – 3. předkolo |
|  | Sestup do Ligue 2                        |

## Seznam Čechů hrajících v této sezóně v Ligue 1
| Hráč            | Post     | Tým                    | Zápasy | Góly |
| --------------- | -------- | ---------------------- | ------ | ---- |
| Václav Svěrkoš  | útočník  | FC Sochaux-Montbéliard | 4      | 0    |
| Jaroslav Plašil | záložník | Girondins Bordeaux     | 38     | 5    |
| David Rozehnal  | obránce  | Lille OSC              | 13     | 1    |
| Mario Lička     | záložník | Stade Brestois         | 35     | 3    |
| Tomáš Mičola    | záložník | Stade Brestois         | 17     | 1    |

## Nejlepší střelci
| Pořadí | Stát              | Hráč             | Tým                           | Góly |
| ------ | ----------------- | ---------------- | ----------------------------- | ---- |
| 1.     | Senegal           | Moussa Sow       | Lille OSC                     | 25   |
| 2.     | Francie           | Kévin Gameiro    | FC Lorient                    | 22   |
| 3.     | Francie           | Grégory Pujol    | Valenciennes FC               | 17   |
|        | Maroko            | Youseff El-Arabi | SM Caen                       | 17   |
|        | Argentina         | Lisandro López   | Olympique Lyon                | 17   |
| 6.     | Francie           | Loïc Rémy        | OGC Nice, Olympique Marseille | 16   |
| 7.     | Nigérie           | Ideye Brown      | FC Sochaux-Montbéliard        | 15   |
|        | Pobřeží slonoviny | Gervinho         | Lille OSC                     | 15   |
|        | Mali              | Modibo Maïga     | FC Sochaux-Montbéliard        | 15   |
| 10.    | Brazílie          | Nenê             | Paris Saint-Germain           | 14   |